# Чулков, Игорь Петрович
Игорь Петрович Чулков — советский хозяйственный, государственный и политический деятель, Герой Социалистического Труда.

## Биография
Родился в 1910 году в Туле. Член КПСС.
С 1930 года — на хозяйственной, общественной и политической работе. В 1930—1976 гг. — токарь на Тульском оружейном заводе, врач Тульской городской больницы, аспирант под руководством известного хирурга А.В. Вишневского, участник Великой Отечественной войны, ординатор хирургического взвода 80-го отдельного медико-санитарного эскадрона 112-й кавалерийской дивизии Юго-Западного фронта, ординатор хирургического отделения 37-го полевого подвижного госпиталя 7-го гвардейского кавалерийского корпуса в составе 2-го и 1-го Белорусского фронтов, в Институте хирургии, заведующий хирургическим отделением, начальник медико-санитарной части имени Л.Н. Толстого совхоза «Ясно-Полянский», главный врач участковой Яснополянской больницы Щёкинского района Тульской области. 
Указом Президиума Верховного Совета СССР от 4 февраля 1969 года присвоено звание Героя Социалистического Труда с вручением ордена Ленина и золотой медали «Серп и Молот».
Умер в деревне Ясная Поляна в 1989 году.